# Sala (Architektur)

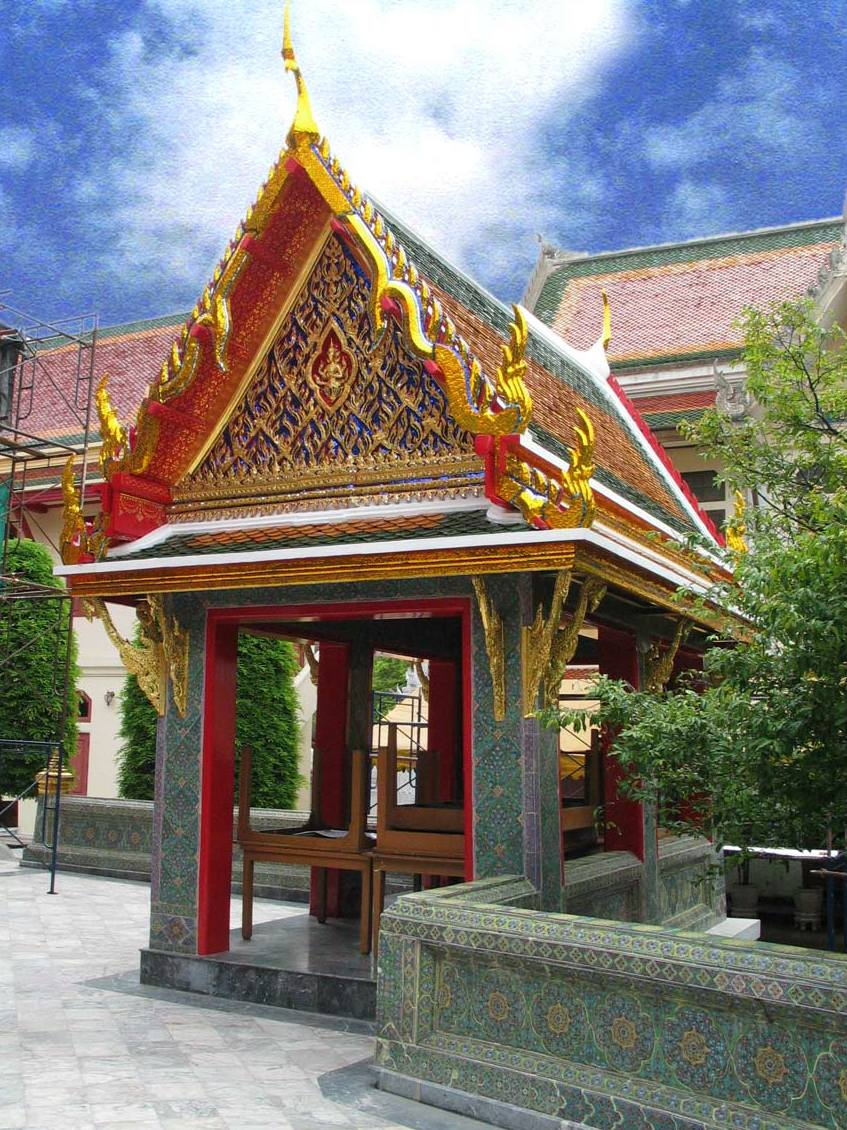
Ein frisch renovierter Sala im Wat Ratchabopit, Bangkok

Der Sala (Thai: ศาลา) ist ein offener Pavillon, dient nicht nur in einem Wat (einer buddhistischen Tempelanlage in Thailand) als Rastplatz und Treffpunkt.
Ein Sala hat meist eine rechteckige Grundfläche und ist oft nach allen Seiten offen, bestenfalls sind sie mit einer Seite an die Kampheng Kaeo angelehnt. Sie dienen normalerweise weltlichen Bedürfnissen und werden entlang von Straßen und Flüssen gebaut. Auf dem Lande können Reisende sie z. B. als Nachtlager benutzen. In diesem Fall heißen sie Sala Asai. Falls der Tempel an einem Khlong (Kanal) liegt, sind die Anlegestellen von Booten oft überdacht. Passagiere können in einem Sala Nam (=„Wasser-Pavillon“) auf das Boot warten.
In manchen Tempeln gibt es eine große, offene Halle, in der die Laien Predigten hören oder ihrem täglichen religiösen Unterricht beiwohnen können. Sie wird Sala Kan Parian genannt, wörtlich: „Halle, in der Mönche für ihre Parian-Prüfung studieren“.

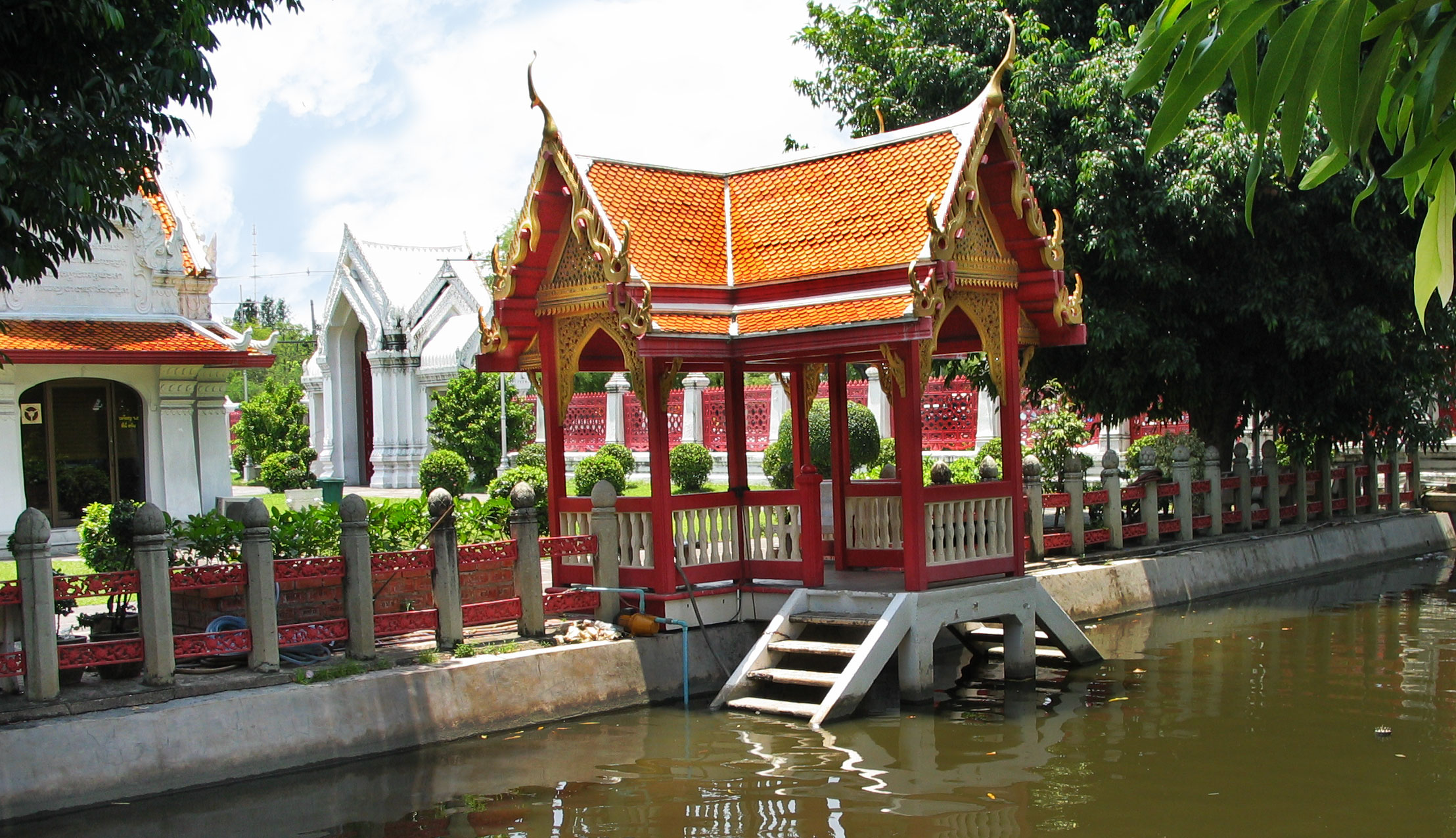
Ein Sala Nam im Wat Benchamabophit
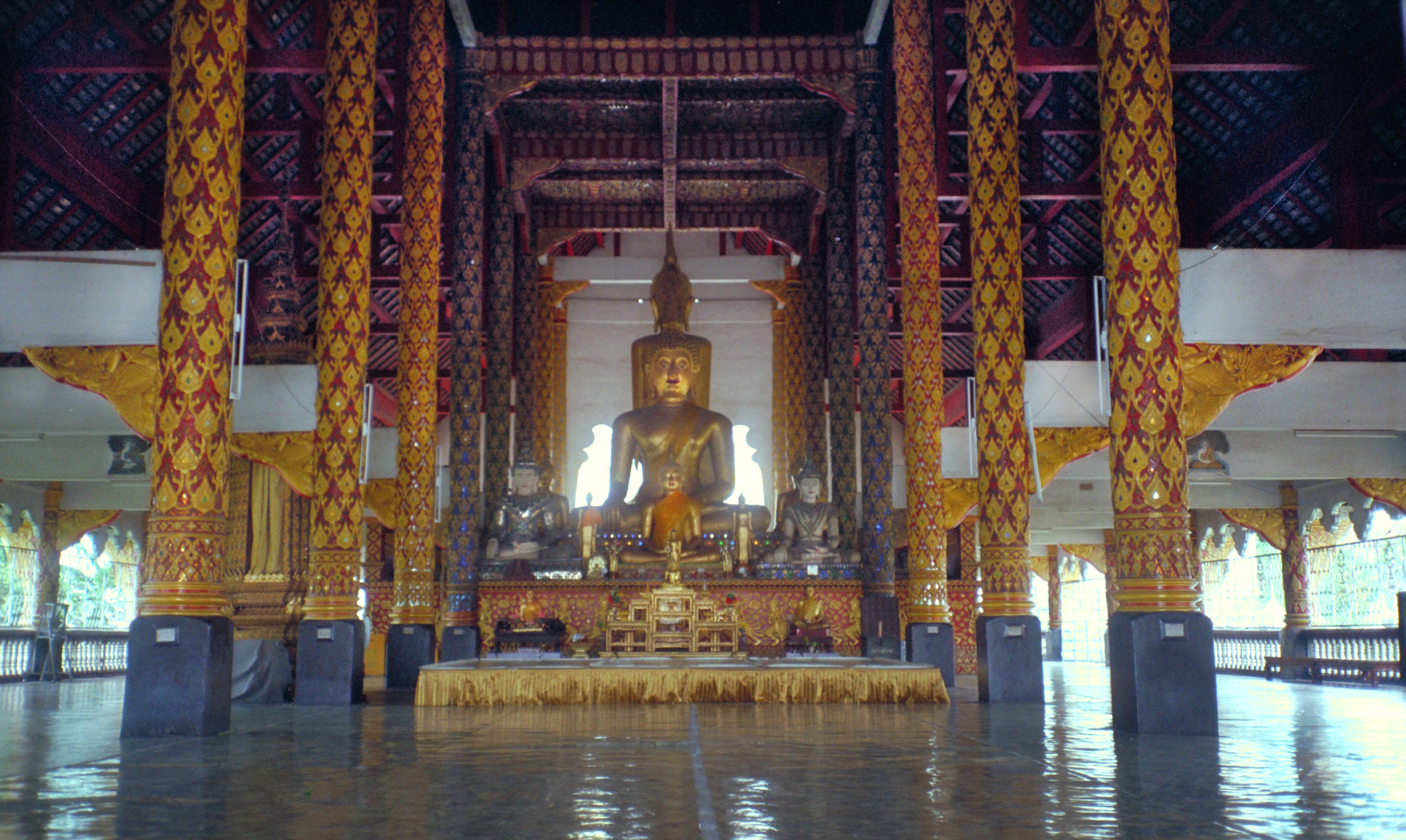
Der große Sala Kan Parian im Wat Suan Dok, Chiang Mai
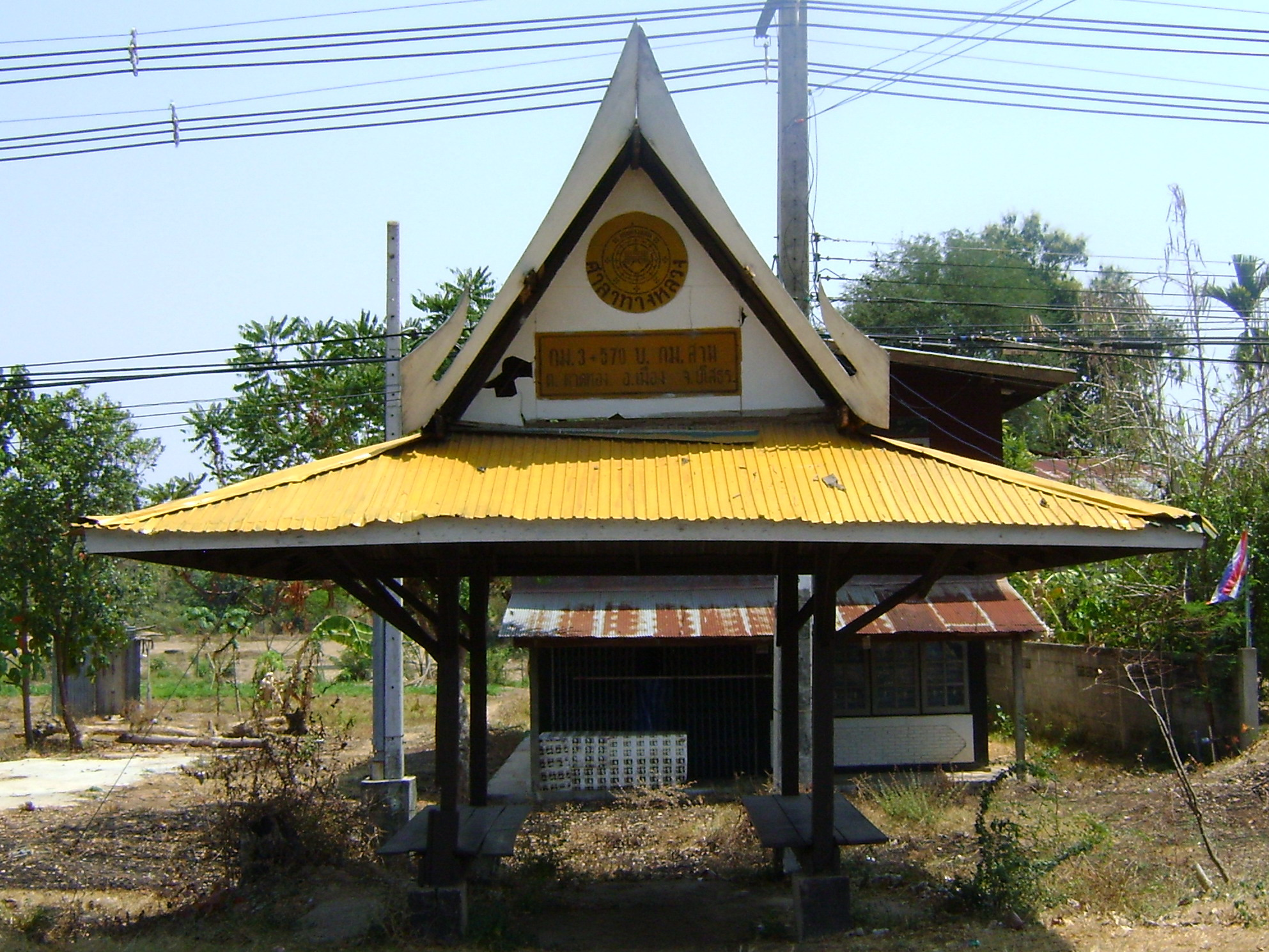
Ein Sala Rim Thanon (Pavillon am Straßenrand)